# Helena Carlsson
Helena Carlsson (* 8. August 1966 in Stockholm) ist eine ehemalige schwedische Fußballspielerin.

## Karriere

### Vereine
Carlsson spielte zunächst und bis Spielzeitende 1989 für den in Trollhättan in der Provinz Västra Götalands ansässigen Trollhättans IF Fußball, bevor sie ab der Spielzeit 1990 für den amtierenden Meister Jitex BK in der Damallsvenskan, der höchsten Spielklasse im schwedischen Frauenfußball, zum Einsatz kam.

### Nationalmannschaft
Carlsson bestritt im Jahr 1987 all’ ihre neun Länderspiele für die Nationalmannschaft des SvFF.
Bei ihrem Debüt am 20. Mai in Hammenhög beim 2:0-Sieg im Freundschaftsspiel gegen die Nationalmannschaft Dänemarks erzielte sie mit dem Treffer zum Endstand in der 27. Minute ihr einziges Länderspieltor. Im zweiten Vergleich mit der Mannschaft aus Dänemark am 22. Mai erlebte sie die 0:1-Niederlage in Vä spielerisch mit. Anschließend kam sie in der Finalrunde der Europameisterschaft im Halbfinale und im Finale zum Einsatz.  
Sie nahm mit ihrer Mannschaft am Turnier um den Nordamerika-Pokal in Blaine im Bundesstaat Minnesota teil und kam am 7., 9. und 11. Juli in drei Turnierspielen zum Einsatz (6:0 vs. China – vertreten durch eine Auswahlmannschaft aus Changchun, 2:1 vs. USA, 5:1 vs. USA U19 – zugleich Finale).
Am 19. August bestritt sie ihr drittes in Freundschaft ausgetragenes Länderspiel, das in Nyköping mit 5:1 über die Nationalmannschaft Ungarns gewonnen wurde. Am 30. September bestritt sie ihr letztes Länderspiel; es war das erste Spiel der EM-Qualifikationsgruppe 2 und endete in Linköping torlos gegen die Nationalmannschaft der Niederlande.

## Erfolge
- Finalist Europameisterschaft 1987
- Turniersieger Nordamerika-Pokal 1987